# Michel Fourniret
Michel Fourniret (* 4. April 1942 in Sedan; † 10. Mai 2021 in Paris) war ein französischer Serienmörder.
In die Schlagzeilen geriet der Waldarbeiter am 30. Juni 2004, als er den belgischen Behörden gestand, sechs Mädchen entführt, sexuell missbraucht und umgebracht zu haben. Nach Hinweisen durch seine dritte Ehefrau Monique Olivier gestand er tags darauf drei weitere Morde. Unter den Opfern waren auch zwei Erwachsene. Die Aufmerksamkeit der Medien und der Behörden war zu dem Zeitpunkt besonders hoch, da nur eine Woche zuvor der belgische Sexualstraftäter Marc Dutroux wegen Entführung und Vergewaltigung von sechs Mädchen sowie wegen Mordes zu lebenslanger Haft verurteilt worden war.
Der Prozess gegen das Ehepaar (seine Frau wurde wegen Beihilfe angeklagt) begann am 27. März 2008. Am 28. Mai 2008 wurde Fourniret zu lebenslanger Haft mit einer Mindesthaftdauer von 30 Jahren verurteilt, seine Frau zu lebenslanger Haft mit einer Mindesthaftdauer von 28 Jahren.
Im November 2020 wurde er nach einem Schwächeanfall in ein Krankenhaus gebracht, kehrte aber wegen seines schlechten Gesundheitszustands nicht mehr ins Gefängnis zurück. Laut Le Parisien hatte Fourniret vor seinem Tod unter anderem Alzheimer und Herzprobleme.

## Kriminelle Taten
Fourniret wurde schon 1966 wegen Voyeurismus und Gewaltverbrechen verurteilt. Am 4. September 1982 entführte er die vierzehnjährige Dahina Le Guennan und vergewaltigte sie. 1987 wurde er in Évry zu sieben Jahren Haft verurteilt, kam jedoch nach wenigen Monaten – nach Anrechnung der Untersuchungshaft seit 1984 – auf Bewährung wieder frei. Kurz darauf beging er in Auxerre seinen ersten Mord an der siebzehnjährigen Isabelle Laville. Danach siedelte er sich in Belgien an. Dort führte er nach außen ein unauffälliges Leben als Aufseher einer Schulkantine in Gedinne.

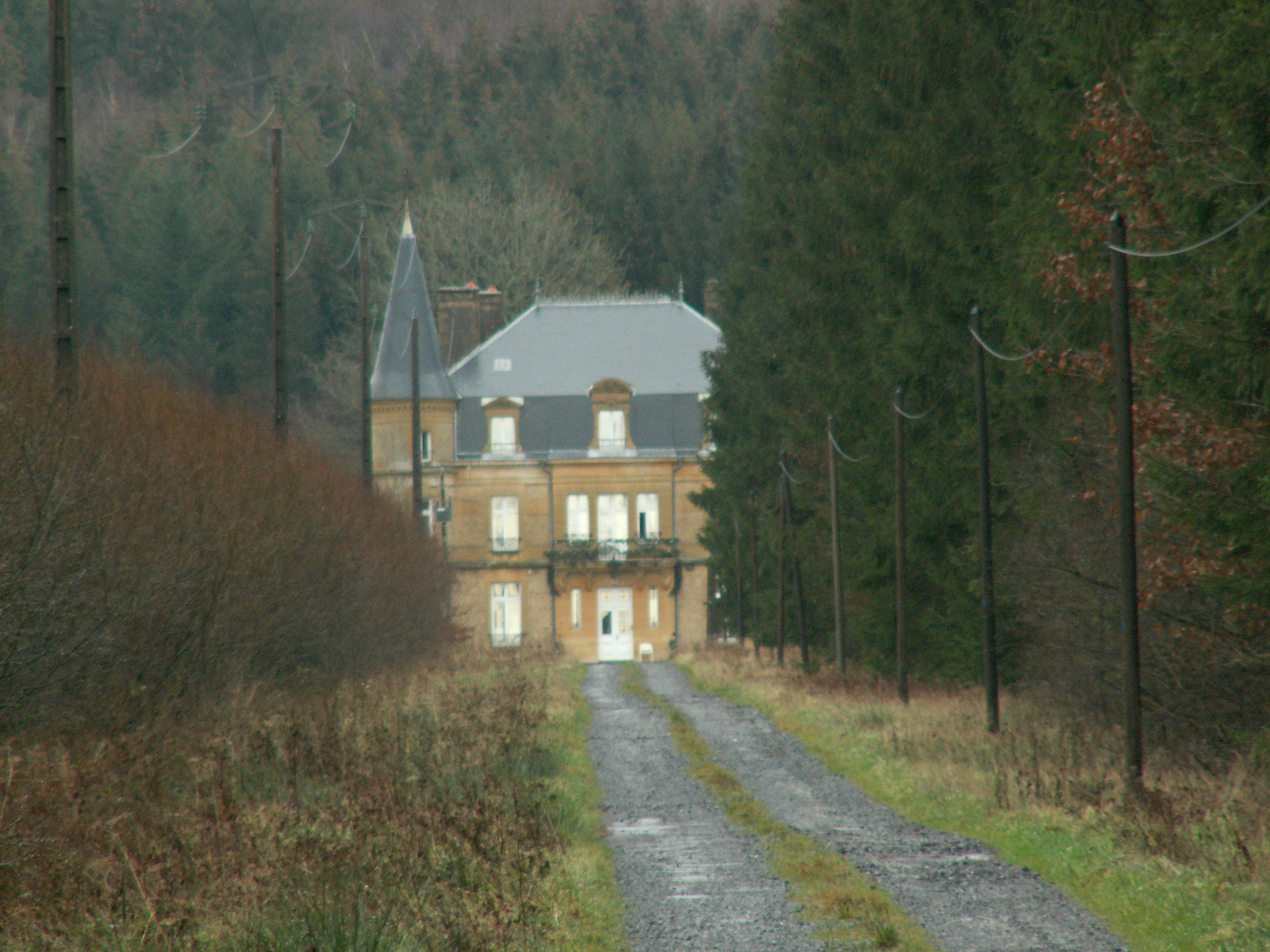
Schloss Sautou

Im März 1988 wurde Fourniret von der 30-jährigen Farida Hammiche kontaktiert, der Ehefrau von Jean-Pierre Hellegouarch, einem inhaftierten Bankräuber, mit dem Fourniret vor seiner Freilassung im Oktober 1987 eine Zelle geteilt hatte. Sie bat Fourniret, ihr beim Ausgraben einer Beute auf einem Friedhof in Fontenay-en-Parisis zu helfen, die von anderen Mitgliedern von Hellegouarchs Bande dort versteckt worden war. Nachdem es Fourniret und Hammiche gelungen war, die Beute, die aus Goldbarren und Münzen bestand, zu bergen, gab Hammiche Fourniret einen Anteil im Wert von 500.000 Francs für seine Hilfe. Sie versteckte die Beute in ihrer Wohnung in Vitry-sur-Seine. Um auch den Rest an sich zu bringen, lockten Fourniret und seine Ehefrau Monique Olivier Hammiche am 12. April aus ihrer Wohnung und fuhren sie nach Clairefontaine-en-Yvelines, wo sie erwürgt und ihre Leiche vergraben wurde, bevor das Paar in ihre Wohnung einbrach und die Beute stahl. Die Leiche von Hammiche wurde nie gefunden.
Mit dem Geld kauften Fourniret und Olivier im selben Jahr für zwei Millionen Francs (damals ca. 590.000 DM; heutiger Gegenwert etwa 634.000 EUR) das Schloss Sautou im nordfranzösischen Donchery. Das Jagdschloss aus dem 19. Jahrhundert liegt bei Sedan, fünf Kilometer südlich der französisch-belgischen Grenze abgeschieden in einer Hügellandschaft. Fourniret gestaltete das fünfzehn Hektar große Anwesen zu einem luxuriösen Gästehaus um. Die umfangreichen Bauarbeiten in den folgenden Jahren, bei denen er auch lange Gräben aushob, ließen somit keinen Verdacht aufkommen. Laut dem Geständnis Fournirets hatte er dort mindestens zwei seiner Opfer vergraben.

## Festnahme und folgende Ereignisse
Am 26. Juni 2003 versuchte er, die dreizehnjährige Marie-Ascension zu entführen. Ihr gelang es jedoch, aus seinem Auto zu springen. Im selben Jahr wurde Fourniret festgenommen. Die belgischen Behörden waren allerdings laut Presseberichten schon zwei Jahre vor der Festnahme auf ihn aufmerksam gemacht worden: Eine Frau hatte im April 2001 bei der Polizei ausgesagt, sie sei von einem Mann in einem weißen Lieferwagen auf dem Heimweg in Südbelgien belästigt und verfolgt worden. Dabei hatte sie eine genaue Beschreibung Fournirets gegeben und das Kennzeichen seines Fahrzeugs genannt. Nur drei Wochen später war in Sedan die dreizehnjährige Mananya Thumpong verschwunden, deren Ermordung Fourniret mittlerweile gestand.
Am 1. Juli 2004 sagte seine Frau Monique Olivier aus, ihr Mann habe zehn Morde begangen. Sie habe ihm bei den Entführungen geholfen und bei den Vergewaltigungen zugesehen. Am nächsten Tag gestand Fourniret acht Morde. Später gab er noch einen neunten zu. Es wird vermutet, dass es tatsächlich wesentlich mehr sind, da in seinen Aussagen eine Lücke von zehn Jahren klafft. Neben Frankreich und Belgien wurden auch in Deutschland, den Niederlanden, Österreich und Dänemark ungelöste Mordfälle auf eine mögliche Täterschaft von Fourniret hin untersucht. Eine anfänglich vermutete Verbindung zu Dutroux erwies sich als haltlos. Anfang 2006 lösten Medienberichte Aufsehen aus, Fourniret habe den Prozess des wegen des umstrittenen Vorwurfs des Mordes an einem Mädchen 1976 hingerichteten Christian Ranucci als Zuschauer besucht.
Die Suche nach den Leichen begann in seinem Beisein am 3. Juli 2004. Auf dem Schlossgelände gruben die Ermittler zwei Skelette aus, bei denen es sich vermutlich um die sterblichen Überreste von Elisabeth Brichet und Jeanne-Marie Desramault handelt.
Im Dezember 2023 wurde die mittlerweile 75-jährige Monique Olivier durch ein Pariser Gericht erneut zu lebenslänglicher Haft verurteilt. Sie wurde der Beihilfe zum Mord an Marie-Angele Domece 1988, Joanna Parrish 1990 und Estelle Mouzin 2003 für schuldig befunden.

## Opfer
Insgesamt hat Fourniret nach eigenen Angaben die folgenden Personen getötet und ihre Leichen offenbar in Frankreich und Belgien versteckt:
- 1987: Isabelle Laville (17) verschwand am 11. Dezember auf dem Weg von der Schule in Auxerre nach Hause. Nach fast 17 Jahren gestand Fourniret, Isabelle vergewaltigt und ermordet zu haben. Ihre Leiche ließ er angeblich in einem Brunnenschacht verschwinden. Gefunden wurde Isabelle bis heute nicht.[8]
- 1988: Marie-Angèle Domece (18) verschwand am 8. Juli am Bahnhof von Auxerre. Fourniret gestand, sie getötet zu haben, ihre Leiche wurde jedoch bis heute nicht gefunden.[9][10]
- 1988: Fabienne Leroy (20) verschwand am 3. August. Einen Tag später wurde sie in einem Wald nahe einer Kaserne aufgefunden. Fourniret gestand, sie vergewaltigt und erschossen zu haben.[11][12]
- 1989: Jeanne-Marie Desramault (22) besuchte eine Klosterschule in Charleville-Mézières. Sie lernte Fourniret Anfang Januar 1989 in einem Zug kennen. Sie verschwand am 18. März, als sie Fourniret und seine Frau Monique besuchen wollte. Fourniret gestand, Jeanne-Marie erwürgt und vergraben zu haben. Im Jahr 2004 wurde sie gefunden.[13][14]
- 1989: Farida Hamiche (31), die Ehefrau von Jean-Pierre Hellegouarch, einem Zellengenossen Fournirets, holte mit Fourniret gemeinsam Wertgegenstände aus einem Versteck, die aus Raubzügen Hellegouarchs stammten, und wurde von Fourniret einige Tage später getötet. Ihre Leiche wurde bis heute nicht gefunden. Fourniret kaufte anschließend das Château du Sautou.[15][16]
- 1989: Elisabeth Brichet (12) aus Namur wurde seit dem 20. Dezember vermisst. Sie wurde, wie auch Jeanne-Marie Desramault, auf dem Gelände des Château du Sauton gefunden.[17][18]
- 1990: Joanna Parrish (20) wurde am 17. Mai in einem Fluss in Auxerre tot aufgefunden. Die Britin wurde vergewaltigt und erwürgt. Fourniret gestand den Mord im Februar 2018.[19]
- 1990: Natacha Danais (13) wurde am 21. November in Rezé entführt. Ihre Leiche wurde drei Tage später im 70 Kilometer entfernten Département Vendée in den Dünen bei Brem-sur-Mer entdeckt. Sie wurde erdrosselt, nachdem ihr zwei Messerstiche in der Herzgegend zugefügt wurden. Fourniret gab zu, für den Tod verantwortlich zu sein.[20][21][22]
- 1993: Ein unbekanntes, etwa 16-jähriges Au-Pair-Mädchen arbeitete für das Ehepaar Fourniret. Laut Monique Olivier soll sie im Sommer 1993 in Sart-Custinne, Belgien, von Fourniret vergewaltigt, stranguliert und vergraben worden sein. Ihre Identität ist bis heute unbekannt und Fourniret stritt die Tat vehement ab.[23][24]
- 1993: Lydie Logé (29) verschwand am 18. Dezember. Im Jahr 2016 wurde dann ein Haar gefunden, welches Lydie zugeordnet werden konnte. Lydie ist bis heute verschwunden.[25][26]
- 2000: Céline Saison (18) verschwand am 16. Mai in Charleville-Mézières und wäre somit das scheinbar erste Opfer nach vielen Jahren. Am 22. Juli wurde ihr Leichnam in einem Wald bei Sugny in den belgischen Ardennen gefunden. Fourniret vergewaltigte und erdrosselte Céline.[27][28]
- 2001: Mananya Thumpong (13) wurde seit dem 5. Mai in Sedan vermisst. Ihre Leiche wurde am 2. Mai 2002 in einem Wald gefunden. Dieser befand sich 30 Kilometer vom Fundort von Céline Saison entfernt.[27][29][30]
- 2003: Estelle Mouzin (9) wurde entführt, vergewaltigt und ermordet. Fournirets Frau gestand diesen Mord erst im Jahr 2020.[31] Ihre sterblichen Überreste wurden bisher nicht gefunden.[7]
- Nach eigener Aussage erschoss Fourniret einen unbekannten Autofahrer mit einem Jagdgewehr an einer Autobahnraststätte, um an dessen Geld zu kommen.[32]